# Liste des députés du Mexique
 (janvier 2015).
Cet article donne la liste des députés de la LXIe législature du Mexique, qui a duré du 1er septembre 2009 au 31 août 2012.

## Organisation
| \| Parti \| Parti \| Total \| \| ------------ \| ------------------------------------------------------------------------------------ \| ----- \| \| 1 \| Parti Révolutionnaire Institutionnel (PRI) Coordinateur : Francisco Rojas Gutiérrez \| 242 \| \| 2 \| Parti Action Nationale (PAN) Coordinateur : Josefina Vázquez Mota \| 142 \| \| 3 \| Parti de la Révolution Démocratique (PRD) Coordinateur : Alejandro Encinas Rodríguez \| 63 \| \| 4 \| Parti Vert Écologiste du Mexique (PVE) Coordinateur : Juan José Guerra Abud \| 22 \| \| 5 \| Parti du Travail (PT) Coordinateur : Pedro Vázquez González \| 14 \| \| 6 \| Parti Nouvelle alliance (PNA) Coordinateur : Reyes Tamez Guerra \| 8 \| \| 7 \| Mouvement citoyen Coordinateur : Clemente Castañeda Hoeflich (en) \| 6 \| \| Indépendants \| Indépendants \| 3 \| \| Total \| Total \| 500 \| | - Président - Jorge Carlos Ramírez Marín () - Vice-Présidents - Amador Monroy Estrada () - Francisco Javier Salazar Sáenz () - José de Jesus Zambrano Grijalva () - Secrétaires - María de Jesus Aguirre Maldonado () - María Dolores del Río Sánchez () - Balfre Vargas Cortez () - Carlos Samuel Moreno Terán (PVEM) - Herón Agustín Escobar García (PT) - Cora Cecilia Pinedo Alonso (PNA) - María Guadalupe García Almanza (CON) |       |
| Parti | Parti | Total |
| 1 | Parti Révolutionnaire Institutionnel (PRI) Coordinateur : Francisco Rojas Gutiérrez | 242   |
| 2 | Parti Action Nationale (PAN) Coordinateur : Josefina Vázquez Mota | 142   |
| 3 | Parti de la Révolution Démocratique (PRD) Coordinateur : Alejandro Encinas Rodríguez | 63    |
| 4 | Parti Vert Écologiste du Mexique (PVE) Coordinateur : Juan José Guerra Abud | 22    |
| 5 | Parti du Travail (PT) Coordinateur : Pedro Vázquez González | 14    |
| 6 | Parti Nouvelle alliance (PNA) Coordinateur : Reyes Tamez Guerra | 8     |
| 7 | Mouvement citoyen Coordinateur : Clemente Castañeda Hoeflich (en) | 6     |
| Indépendants | Indépendants | 3     |
| Total | Total | 500   |

### Composition par Organisme fédératif
| Entités fédérales          | ()  | () | () | () | () | () | (PVEM) | (PVEM) | (PT) | (PT) | (CON) | (CON) | (NN) | (NN) | (SP) | (SP) | (TOTAL) | (TOTAL) |
| Entités fédérales          | MR  | RP | MR | RP | MR | RP | MR     | RP     | MR   | RP   | MR    | RP    | MR   | RP   | MR   | RP   | MR      | RP      |
| -------------------------- | --- | -- | -- | -- | -- | -- | ------ | ------ | ---- | ---- | ----- | ----- | ---- | ---- | ---- | ---- | ------- | ------- |
| Aguascalientes             | 1   | 1  | 2  | 2  | 0  | 0  | 0      | 0      | 0    | 0    | 0     | 0     | 0    | 0    | 0    | 0    | 3       | 3       |
| Basse-Californie           | 0   | 2  | 8  | 2  | 0  | 0  | 0      | 1      | 0    | 0    | 0     | 0     | 0    | 1    | 0    | 0    | 8       | 6       |
| Basse-Californie-du-Sud    | 0   | 1  | 0  | 0  | 2  | 1  | 0      | 0      | 0    | 0    | 0     | 0     | 0    | 0    | 0    | 0    | 2       | 2       |
| Campeche                   | 2   | 1  | 0  | 3  | 0  | 0  | 0      | 0      | 0    | 0    | 0     | 0     | 0    | 0    | 0    | 0    | 2       | 4       |
| Chiapas                    | 4   | 2  | 4  | 3  | 4  | 3  | 0      | 0      | 0    | 1    | 0     | 0     | 0    | 0    | 0    | 0    | 12      | 9       |
| Chihuahua                  | 8   | 1  | 1  | 3  | 0  | 0  | 0      | 0      | 0    | 0    | 0     | 0     | 0    | 0    | 0    | 0    | 9       | 4       |
| Coahuila                   | 7   | 2  | 0  | 2  | 0  | 1  | 0      | 0      | 0    | 0    | 0     | 0     | 0    | 1    | 0    | 0    | 7       | 6       |
| Colima                     | 1   | 1  | 1  | 2  | 0  | 1  | 0      | 0      | 0    | 0    | 0     | 0     | 0    | 0    | 0    | 0    | 2       | 4       |
| District Fédéral de Mexico | 3   | 5  | 5  | 5  | 15 | 6  | 0      | 3      | 3    | 3    | 1     | 1     | 0    | 2    | 0    | 0    | 27      | 25      |
| Durango                    | 4   | 1  | 0  | 2  | 0  | 1  | 0      | 1      | 0    | 1    | 0     | 0     | 0    | 0    | 0    | 0    | 4       | 6       |
| Guanajuato                 | 0   | 2  | 13 | 5  | 0  | 0  | 1      | 0      | 0    | 0    | 0     | 0     | 0    | 0    | 0    | 0    | 14      | 7       |
| Guerrero                   | 7   | 1  | 0  | 1  | 1  | 4  | 1      | 0      | 0    | 0    | 0     | 1     | 0    | 0    | 0    | 0    | 9       | 7       |
| Hidalgo                    | 7   | 2  | 0  | 1  | 0  | 0  | 0      | 0      | 0    | 0    | 0     | 0     | 0    | 0    | 0    | 0    | 7       | 3       |
| Jalisco                    | 10  | 2  | 9  | 3  | 0  | 0  | 0      | 1      | 0    | 1    | 0     | 0     | 0    | 0    | 0    | 0    | 19      | 7       |
| Michoacán                  | 1   | 1  | 3  | 4  | 8  | 2  | 0      | 0      | 0    | 0    | 0     | 0     | 0    | 0    | 0    | 0    | 12      | 7       |
| Morelos                    | 5   | 0  | 0  | 1  | 0  | 0  | 0      | 0      | 0    | 0    | 0     | 1     | 0    | 0    | 0    | 0    | 5       | 2       |
| Mexico                     | 38  | 7  | 2  | 5  | 0  | 6  | 0      | 4      | 0    | 2    | 0     | 2     | 0    | 1    | 0    | 1    | 40      | 28      |
| Nayarit                    | 1   | 1  | 1  | 1  | 1  | 0  | 0      | 0      | 0    | 0    | 0     | 0     | 0    | 1    | 0    | 0    | 3       | 3       |
| Nuevo León                 | 8   | 1  | 4  | 2  | 0  | 0  | 0      | 2      | 0    | 1    | 0     | 0     | 0    | 1    | 0    | 0    | 12      | 7       |
| Oaxaca                     | 11  | 3  | 0  | 1  | 0  | 2  | 0      | 0      | 0    | 0    | 0     | 1     | 0    | 0    | 0    | 0    | 11      | 7       |
| Puebla                     | 15  | 0  | 0  | 2  | 0  | 0  | 1      | 0      | 0    | 0    | 0     | 0     | 0    | 0    | 0    | 0    | 16      | 2       |
| Querétaro                  | 2   | 1  | 2  | 2  | 0  | 0  | 0      | 2      | 0    | 0    | 0     | 0     | 0    | 0    | 0    | 0    | 4       | 5       |
| Quintana Roo               | 3   | 0  | 0  | 1  | 0  | 0  | 0      | 0      | 0    | 0    | 0     | 0     | 0    | 0    | 0    | 0    | 3       | 1       |
| San Luis Potosí            | 2   | 1  | 5  | 2  | 0  | 1  | 0      | 0      | 0    | 0    | 0     | 0     | 0    | 0    | 0    | 0    | 7       | 4       |
| Sinaloa                    | 8   | 2  | 0  | 3  | 0  | 0  | 0      | 0      | 0    | 1    | 0     | 0     | 0    | 0    | 0    | 0    | 8       | 6       |
| Sonora                     | 6   | 1  | 1  | 4  | 0  | 0  | 0      | 1      | 0    | 0    | 0     | 0     | 0    | 0    | 0    | 0    | 7       | 6       |
| Tabasco                    | 4   | 1  | 0  | 1  | 2  | 1  | 0      | 1      | 0    | 0    | 0     | 1     | 0    | 0    | 0    | 0    | 6       | 5       |
| Tamaulipas                 | 8   | 4  | 0  | 1  | 0  | 0  | 0      | 0      | 0    | 0    | 0     | 0     | 0    | 0    | 0    | 0    | 8       | 5       |
| Tlaxcala                   | 1   | 1  | 2  | 1  | 0  | 0  | 0      | 0      | 0    | 0    | 0     | 0     | 0    | 0    | 0    | 0    | 3       | 2       |
| Veracruz                   | 17  | 3  | 4  | 4  | 0  | 0  | 0      | 1      | 0    | 0    | 0     | 0     | 0    | 0    | 0    | 0    | 21      | 8       |
| Yucatán                    | 4   | 2  | 0  | 3  | 0  | 0  | 1      | 0      | 0    | 0    | 0     | 0     | 0    | 0    | 0    | 0    | 5       | 5       |
| Zacatecas                  | 0   | 0  | 0  | 2  | 4  | 2  | 0      | 0      | 0    | 0    | 0     | 0     | 0    | 0    | 0    | 0    | 4       | 4       |
| Total                      | 188 | 53 | 67 | 74 | 37 | 31 | 4      | 17     | 3    | 10   | 1     | 7     | 0    | 7    | 0    | 1    | 300     | 200     |

### Liste des députés par ordre alphabétique
| - Aguascalientes - Gallegos Soto Margarita () - Hernández Vallin David () - Arámbula López José Antonio () - Cuadra García Raúl Gerardo () - González Ulloa Nancy () - Reynoso Femat María de Lourdes () - Basse-Californie - Galicia Ávila Víctor Manuel Anastasio () - Lepe Lepe Humberto () - Arce Paniagua Óscar Martín () - Bahena Flores Alejandro () - Cortez Mendoza Jesús Gerardo () - Luken Garza Gastón () - Mancillas Amador César () - Orduño Valdez Francisco Javier () - Osuna Millán Miguel Antonio () - Ovando Patrón José Luis () - Tolento Hernández Sergio () - Vega De Lamadrid Francisco Arturo () - Ledesma Romo Eduardo (PVEM) - Pérez de Alva Blanco Roberto (PNA) - Basse-Californie du Sud - González Cuevas Isaías () - Castro Cosío Víctor Manuel () - Meza Castro Francisco Armando () - Puppo Gastélum Silvia () - Campeche - Kidnie De La Cruz Víctor Manuel () - Pacheco Castro Carlos Oznerol () - Rosas González Óscar Román () - Márquez Zapata Nelly Del Carmen () - Montalvo López Yolanda del Carmen () - Seara Sierra José Ignacio () - Chiapas - Ambrosio Cipriano Heriberto () - Castro Ríos Sofía () - Concha Arellano Elpidio Desiderio () - De Esesarte Pesqueira Manuel Esteban () - Díaz Escárraga Heliodoro Carlos () - Franco Vargas Jorge Fernando () - García Corpus Teófilo Manuel () - González Ilescas Jorge Venustiano () - Liborio Arrazola Margarita () - Mendoza Kaplan Emilio Andrés () - Pérez Magaña Eviel () - Ramírez Pineda Narcedalia () - Ramírez Puga Leyva Héctor Pablo () - Yglesias Arreola José Antonio () - Mendoza Sánchez María de Jesús () - Carmona Cabrera Bélgica Nabil () - Cruz Cruz Juanita Arcelia () - García Almanza María Guadalupe (CON) - Chihuahua - Campos Villegas Luis Carlos () - Cano Ricaud Alejandro () - Flores Castañeda Jaime () - Márquez Lizalde Manuel Guillermo () - Ochoa Millán Maurilio () - Pérez Domínguez Guadalupe () - Silva Chacón Víctor Roberto () - Terrazas Porras Adriana () - Zapata Lucero Ana Georgina () - Aguilar Armendáriz Velia Idalia () - Corral Jurado Javier () - García Portillo Arturo () - Pérez Reyes María Antonieta () - Coahuila - Fernández Aguirre Héctor () - Franco López Héctor () - Garza Flores Noé Fernando () - González Soto Diana Patricia () - Martínez González Hugo Héctor () - Medina Ramírez Tereso () - Riquelme Solís Miguel Ángel () - Sánchez de la Fuente Melchor () - Saracho Navarro Francisco () - Ramírez Rangel Jesús () - Vives Preciado Tomasa () - Guajardo Villarreal Mary Telma () - Martínez Peña Elsa María (PNA) - Colima - Ceballos Llerenas Hilda () - Cruz Mendoza Carlos () - Cortés León Yulenny Guylaine () - Morán Sánchez Leoncio Alfonso () - Peralta Rivas Pedro () - Vizcaíno Silva Indira () - District fédéral - Báez Pinal Armando Jesús () - García Ayala Marco Antonio () - Gutiérrez de la Torre Cuauhtémoc () - Lerdo de Tejada Covarrubias Sebastián () - Quiñones Cornejo María de la Paz () - Rebollo Vivero Roberto () - Robles Colín Leticia () - Ruíz Massieu Salinas Claudia () - Castilla Marroquín Agustín Carlos () - Gabriela Cuevas Barrón () - González Madruga César Daniel () - Gutiérrez Cortina Paz () - Gutiérrez Fragoso Valdemar () - López Rabadán Kenia () - Nava Vázquez José César () - Orozco Rosi () - Pérez Ceballos Silvia Esther () - Rétiz Gutiérrez Ezequiel () - Damián Peralta Esthela () - Eguía Pérez Luis Felipe () - Encinas Rodríguez Alejandro de Jesús () - Guerrero Castillo Agustín () - Hernández Juárez Francisco () - Hernández Rodríguez Héctor Hugo () - Incháustegui Romero Teresa del Carmen () - Jiménez López Ramón () - Llerenas Morales Vidal () - Méndez Rangel Avelino () - Mendoza Arellano Eduardo () - Norberto Sánchez Nazario () - Quezada Contreras Leticia () - Salgado Vázquez Rigoberto () - Santana Alfaro Arturo () - Serrano Jiménez Emilio () - Toledo Gutiérrez Mauricio Alonso () - Uranga Muñoz Enoé Margarita () - Vargas Cortez Balfre () - Vázquez Camacho María Araceli () - Zambrano Grijalva José de Jesús () - Brindis Álvarez Rosario (PVEM) - Escudero Morales Pablo (PVEM) - Salinas Sada Ninfa Clara (PVEM) - Cárdenas Gracia Jaime Fernando (PT) - Castillo Juárez Laura Itzel (PT) - Di Costanzo Armenta Mario Alberto (PT) - Fernández Noroña José Gerardo Rodolfo (PT) - Martínez y Hernández Ifigenia Martha (PT) - Muñoz Ledo Porfirio (PT) - Cirigo Vasquez Víctor Hugo (CON) - Piña Olmedo Laura (CON) - Del Mazo Morales Gerardo (PNA) - Kahwagi Macari Jorge Antonio (PNA) - Durango - Ávila Nevárez Pedro () - De la Torre Valdez Yolanda () - García Barrón Óscar () - López Pescador José Ricardo () - Rebollo Mendoza Ricardo Armando () - Estrada Rodríguez Laura Elena () - Herrera Rivera Bonifacio () - Cruz Martínez Marcos Carlos () - Corona Valdés Lorena (PVEM) - Ríos Vázquez Alfonso Primitivo (PT) - Guanajuato - Ruíz de Teresa Guillermo Raúl () - Sánchez García Gerardo () - Agundiz Pérez Laura Viviana () - Arellano Rodríguez Rubén () - Arévalo Sosa Cecilia Soledad () - Arriaga Rojas Justino Eugenio () - Bermúdez Méndez José Erandi () - De los Cobos Silva José Gerardo () - Gallegos Camarena Lucila del Carmen () - Gutiérrez Ramírez Tomás () - Lugo Martínez Ruth Esperanza () - Merino Loo Ramón () - Oliva Ramírez Jaime () - Quintana Padilla Aránzazu () - Reynoso Sánchez Alejandra Noemí () - Rico Jiménez Martín () - Sánchez Romero Norma () - Usabiaga Arroyo Javier Bernardo () - Vera Hernández J. Guadalupe () - Zetina Soto Sixto Alfonso () - Orozco Torres Norma Leticia (PVEM) - Guerrero - Aguirre Herrera Ángel () - Albarrán Mendoza Esteban () - Alvarado Arroyo Fermín Gerardo () - Álvarez Santamaría Miguel () - Moreno Arcos Mario () - Ramírez Hernández Socorro Sofío () - Salgado Romero Cuauhtémoc () - Zamora Villalva Alicia Elizabeth () - Becerra Pocoroba Mario Alberto () - Lobato Ramírez Ana Luz () - Lozano Herrera Ilich Augusto () - Navarro Aguilar Filemón () - Ríos Piter Armando () - Rosario Morales Florentina () - Carabias Icaza Alejandro (PVEM) - Arizmendi Campos Laura (CON) | - Hidalgo - Fayad Meneses Omar () - Hernández Olmos Paula Angélica () - Pedraza Olguín Héctor () - Penchyna Grub David () - Ramírez Valtierra Ramón () - Rojo García de Alba Jorge () - Romero Romero Jorge () - Vázquez Góngora Canek () - Viggiano Austria Alma Carolina () - Romero León Gloria () - Jalisco - Arana Arana Jorge () - Caro Cabrera Salvador () - Durán Rico Ana Estela () - Gómez Caro Clara () - González Díaz Joel () - Guillén Padilla Olivia () - Hernández Pérez David () - López-Portillo Basave Jorge Humberto () - Padilla López José Trinidad () - Scherman Leaño María Esther de Jesús () - Yerena Zambrano Rafael () - Zamora Jiménez Arturo () - Castellanos Flores Gumercindo () - Cuevas García Juan José () - Esquer Gutiérrez Alberto () - González Hernández Gustavo () - Iñiguez Gámez José Luis () - Madrigal Díaz César Octavio () - Meillón Johnston Carlos Luis () - Novoa Mossberger María Joann () - Paredes Arciga Ana Elia () - Ramírez Acuña Francisco Javier () - Rangel Vargas Felipe de Jesús () - Téllez González Ignacio () - Cinta Martínez Alberto Emiliano (PVEM) - Ibarra Pedroza Juan Enrique (PT) - Michoacán - Espino Arévalo Fernando () - Sánchez Gálvez Ricardo () - Castellanos Ramírez Julio () - Hinojosa Pérez José Manuel () - Martínez Alcázar Alfonso Jesús () - Quezada Naranjo Benigno () - Suárez González Laura Margarita () - Torres Ibarrola Agustín () - Torres Santos Sergio Arturo () - Báez Ceja Víctor Manuel () - García Avilés Martín () - Herrera Soto Ma. Dina () - López Paredes Uriel () - Madrigal Ceja Israel () - Nazares Jerónimo Dolores de los Ángeles () - Torres Piña Carlos () - Torres Robledo José M. () - Valencia Barajas José María () - Velázquez Esquivel Emiliano () - Morelos - Aguero Tovar José Manuel () - Mazari Espín Rosalina () - Moreno Merino Francisco Alejandro () - Rodríguez Sosa Luis Félix () - Sánchez Vélez Jaime () - Giles Sánchez Jesús () - Álvarez Cisneros Jaime (CON) - Mexico - Aguirre Romero Andrés () - Benítez Treviño Víctor Humberto () - Borja Texocotitla Felipe () - Cadena Morales Manuel () - Casique Vences Guillermina () - Chuayffet Chemor Emilio () - Corona Rivera Armando () - Domínguez Rex Raúl () - Enríquez Fuentes Jesús Ricardo () - Ferreyra Olivares Fernando () - Guevara Ramírez Héctor () - Hernández García Elvia () - Hernández Hernández Jorge () - Hernández Silva Héctor () - Ibarra Piña Inocencio () - Ledesma Magaña Israel Reyes () - Luna Munguía Miguel Ángel () - Mancilla Zayas Sergio () - Martel López José Ramón () - Massieu Fernández Andrés () - Méndez Hernández Sandra () - Monroy Estrada Amador () - Navarrete Prida Jesús Alfonso () - Neyra Chávez Armando () - Pedroza Jiménez Héctor () - Pichardo Lechuga José Ignacio () - Reina Liceaga Rodrigo () - Rodríguez Cisneros Omar () - Rojas Gutiérrez Francisco José () - Rojas San Román Francisco Lauro () - Rubí Salazar José Adán Ignacio () - Saldaña del Moral Fausto Sergio () - Sánchez Guevara David Ricardo () - Serrano Hernández Maricela () - Soria Morales Blanca Juana () - Soto Oseguera José Luis () - Terrón Mendoza Miguel Ángel () - Torres Huitrón José Alfredo () - Valdés Huezo Josué Cirino () - Vázquez Pérez Noé Martín () - Velasco Lino José Luis () - Velasco Monroy Héctor Eduardo () - Videgaray Caso Luis () - Yáñez Montaño J. Eduardo () - Zarzosa Sánchez Eduardo () - Bello Otero Carlos () - Germán Olivares Sergio Octavio () - Hinojosa Céspedes Adriana de Lourdes () - Landero Gutiérrez José Francisco Javier () - Pérez Cuevas Carlos Alberto () - Pérez de Tejada Romero Ma. Elena () - Vázquez Mota Josefina Eugenia () - Acosta Naranjo Guadalupe () - Bernardino Rojas Martha Angélica () - Castro y Castro Juventino Víctor () - García Coronado Lizbeth () - Jaime Correa José Luis () - Marín Díaz Feliciano Rosendo () - Del Mazo Maza Alejandro (PVEM) - Guerra Abud Juan José (PVEM) - Guerrero Rubio Diego (PVEM) - Saénz Vargas Caritina (PVEM) - González Yáñez Óscar (PT) - Reyes Sahagún Teresa Guadalupe (PT) - Gertz Manero Alejandro (CON) - Ochoa Mejía Ma. Teresa Rosaura (CON) - Torre Canales María del Pilar (PNA) - Vázquez Aguilar Jaime Arturo (-) - Nayarit - Cota Jiménez Manuel Humberto () - Domínguez Arvizu María Hilaria () - Parra Becerra María Felicitas () - Reyes Hernández Ivideliza () - García Gómez Martha Elena () - Pinedo Alonso Cora (PNA) - Nuevo León - Aguirre Maldonado Ma. de Jesús () - Bailey Elizondo Eduardo Alonso () - Cerda Pérez Rogelio () - Clariond Reyes Retana Benjamín () - Díaz Salazar María Cristina () - Enríquez Hernández Felipe () - Guajardo Villarreal Ildefonso () - Guerra Castillo Marcela () - Montes Cavazos Fermín () - Balderas Vaquera Víctor Alejandro () - Cantú Rodríguez Felipe de Jesús () - Hurtado Leija Gregorio () - Martínez Montemayor Baltazar () - Ramírez Puente Camilo () - Rodríguez Dávila Alfredo Javier () - Cueva Sada Guillermo (PVEM) - Pérez-Alonso González Rodrigo (PVEM) - Vázquez González Pedro (PT) - Tamez Guerra Reyes S. (PNA) - Oaxaca - Ambrosio Cipriano Heriberto () - Castro Ríos Sofía () - Concha Arellano Elpidio Desiderio () - De Esesarte Pesqueira Manuel Esteban () - Díaz Escárraga Heliodoro Carlos () - Franco Vargas Jorge Fernando () - García Corpus Teófilo Manuel () - González Ilescas Jorge Venustiano () - Liborio Arrazola Margarita () - Mendoza Kaplan Emilio Andrés () - Pérez Magaña Eviel () - Ramírez Pineda Narcedalia () - Ramírez Puga Leyva Héctor Pablo () - Yglesias Arreola José Antonio () - Mendoza Sánchez María de Jesús () - Carmona Cabrera Bélgica Nabil () - Cruz Cruz Juanita Arcelia () - García Almanza María Guadalupe (CON) | - Puebla - Aguilar González José Óscar () - González Morales José Alberto () - González Tostado Janet Graciela () - Izaguirre Francos María del Carmen () - Jiménez Concha Juan Pablo () - Jiménez Hernández Blanca Estela () - Jiménez Merino Francisco Alberto () - Juraidini Rumilla Jorge Alberto () - Lastiri Quirós Juan Carlos () - Marín Torres Julieta Octavia () - Merlo Talavera María Isabel () - Morales Martínez Fernando () - Ramos Montaño Francisco () - Soto Martínez Leobardo () - Vargas Fosado Ardelio () - Díaz de Rivera Hernández Augusta Valentina () - Rodríguez Regordosa Pablo () - Natale López Juan Carlos (PVEM) - Querétaro - Lugo Oñate Alfredo Francisco () - Rivera de la Torre Reginaldo () - Rodríguez Hernández Jesús María () - Fuentes Cortés Adriana () - Martínez Peñaloza Miguel () - Torres Peimbert María Marcela () - Ugalde Basaldúa María Sandra () - Ezeta Salcedo Carlos Alberto (PVEM) - Pacchiano Alamán Rafael (PVEM) - Quintana Roo - Hurtado Vallejo Susana () - Joaquín González Carlos Manuel () - Ortiz Yeladaqui Rosario () - Ortega Joaquín Gustavo Antonio Miguel () - San Luis Potosí - Bautista Concepción Sabino () - Guerrero Coronado Delia () - Rosas Ramírez Enrique Salomón () - Escobar Martínez Juan Pablo () - Gama Dufour Sergio () - Mendoza Díaz Sonia () - Pedroza Gaitán César Octavio () - Rodríguez Galarza Wendy Guadalupe () - Salazar Sáenz Francisco Javier () - Trejo Azuara Enrique Octavio () - Rodríguez Martell Domingo () - Sinaloa - Bojórquez Gutiérrez Rolando () - Contreras García Germán () - García Granados Miguel Ángel () - Gastélum Bajo Diva Hadamira () - Irízar López Aarón () - Lara Aréchiga Óscar Javier () - Lara Salazar Óscar () - Levin Coppel Óscar Guillermo () - Villegas Arreola Alfredo () - Zubia Rivera Rolando () - Clouthier Carrillo Manuel Jesús () - Robles Medina Guadalupe Eduardo () - Rojo Montoya Adolfo () - Escobar García Herón Agustín (PT) - Sonora - Acosta Gutiérrez Manuel Ignacio () - Cano Vélez Jesús Alberto () - De Lucas Hopkins Ernesto () - Díaz Brown Ramsburgh Rogelio Manuel () - León Perea José Luis Marcos () - Mariscales Delgadillo Onésimo () - Pompa Corella Miguel Ernesto () - Del Río Sánchez María Dolores () - Guillén Medina Leonardo Arturo () - Pérez Esquer Marcos () - Torres Delgado Enrique () - Trigueras Durón Dora Evelyn () - Moreno Terán Carlos Samuel (PVEM) - Tabasco - Aysa Bernat José Antonio () - Bellizia Aboaf Nicolás Carlos () - Córdova Hernández José del Pilar () - De la Fuente Dagdug María Estela () - Trujillo Zentella Georgina () - Valenzuela Cabrales Guadalupe () - Burelo Burelo César Francisco () - Lara Lagunas Rodolfo () - López Hernández Adán Augusto () - Flores Ramírez Juan Gerardo (PVEM) - Jiménez León Pedro (CON) - Tamaulipas - Canseco Gómez Morelos Jaime Carlos () - Flores Rico Carlos () - García Dávila Laura Felicitas () - Gil Ortiz Javier () - Guevara Cobos Luis Alejandro () - Guillén Vicente Mercedes del Carmen () - Hinojosa Ochoa Baltazar Manuel () - López Aguilar Cruz () - Melhem Salinas Edgardo () - Rábago Castillo José Francisco () - Solís Acero Felipe () - Zamora Cabrera Cristabell () - Salazar Vázquez Norma Leticia () - Tlaxcala - López Loyo María Elena Perla () - Paredes Rangel Beatríz Elena () - González Hernández Sergio () - López Hernández Oralia () - Velázquez y Llorente Julián Francisco () - Veracruz - Ahued Bardahuil Ricardo () - Álvarez Martínez José Luis () - Benítez Lucho Antonio () - Callejas Arroyo Juan Nicolás () - Chirinos del Ángel Patricio () - Flores Espinosa Felipe Amadeo () - Flores Morales Víctor Félix () - Herrera Jiménez Francisco () - Kuri Grajales Fidel () - Lagos Galindo Silvio () - Martínez Armengol Luis Antonio () - Mejía de la Merced Genaro () - Miranda Herrera Nely Edith () - Nadal Riquelme Daniela () - Pérez Santos María Isabel () - Quiroz Cruz Sergio Lorenzo () - Robles Morales Adela () - Rodríguez González Rafael () - Terán Velázquez María Esther () - Yunes Zorrilla José Francisco () - Castillo Andrade Óscar Saúl () - García Bringas Leandro Rafael () - Martín López Miguel () - Méndez Herrera Alba Leonila () - Monge Villalobos Silvia Isabel () - Saldaña Morán Julio () - Santamaría Prieto Fernando () - Téllez Juárez Bernardo Margarito () - Sarur Torre Adriana (PVEM) - Yucatán - Aguilar Góngora Efraín Ernesto () - Castillo Ruz Martín Enrique () - Cervera Hernández Felipe () - Ramírez Marín Jorge Carlos () - Rubio Barthell Eric Luis () - Zapata Bello Rolando Rodrigo () - Ávila Ruíz Daniel Gabriel () - Díaz Lizama Rosa Adriana () - Valencia Vales María Yolanda () - Vidal Aguilar Liborio (PVEM) - Zacatecas - Mercado Sánchez Luis Enrique () - Ramírez Bucio Arturo () - Anaya Mota Claudia Edith () - Herrera Chávez Samuel () - Jiménez Fuentes Ramón () - Leyva Hernández Gerardo () - Narro Céspedes José () - Verver y Vargas Ramírez Heladio Gerardo () |